# 因根的马西利乌斯
因根的马西利乌斯，中世纪荷兰经院哲学家，以在唯名论方面的研究而知名。曾师从让·布里丹在巴黎大学学习，后建立了海德堡大学。他主张普遍概念仅存在于思维中，而外部世界只包含个体。他的思想影响了后来的欧洲哲学，同时也在逻辑和物理学领域有广泛的贡献。